# Lijst van zaadkevers
Deze lijst bevat een overzicht van zaadkevers.
- Abutiloneus idoneus
- Acanthobruchidius spinigera
- Acanthoscelides aequalis
- Acanthoscelides aequinoctialis
- Acanthoscelides akanthodes
- Acanthoscelides albopygus
- Acanthoscelides alboscutellatus
- Acanthoscelides alboscutus
- Acanthoscelides albovittatus
- Acanthoscelides aldanai
- Acanthoscelides alonsi
- Acanthoscelides altocaura
- Acanthoscelides amabilis
- Acanthoscelides ambopygus
- Acanthoscelides amplilobus
- Acanthoscelides andrewsi
- Acanthoscelides anoditus
- Acanthoscelides apicalis
- Acanthoscelides aragua
- Acanthoscelides argentinus
- Acanthoscelides argillaceus
- Acanthoscelides argutus
- Acanthoscelides atomus
- Acanthoscelides attelaboides
- Acanthoscelides aureoliaster
- Acanthoscelides aureolus
- Acanthoscelides aureomicans
- Acanthoscelides aurulentus
- Acanthoscelides baboquivari
- Acanthoscelides bahianus
- Acanthoscelides barinas
- Acanthoscelides barnebyi
- Acanthoscelides barrocolorado
- Acanthoscelides batesi
- Acanthoscelides bechyneorum
- Acanthoscelides belize
- Acanthoscelides bellus
- Acanthoscelides bicoloriceps
- Acanthoscelides bicoloritarsis
- Acanthoscelides bilobatus
- Acanthoscelides biplagiatus
- Acanthoscelides bisagittus
- Acanthoscelides bisignatus
- Acanthoscelides biustulus
- Acanthoscelides blanchardi
- Acanthoscelides bogota
- Acanthoscelides bolivar
- Acanthoscelides boneti
- Acanthoscelides bosci
- Acanthoscelides brevipes
- Acanthoscelides burkei
- Acanthoscelides cajanae
- Acanthoscelides caliginosus
- Acanthoscelides callanganus
- Acanthoscelides calvus
- Acanthoscelides campeche
- Acanthoscelides capsincola
- Acanthoscelides caracallae
- Acanthoscelides caripe
- Acanthoscelides caroni
- Acanthoscelides catamarcanus
- Acanthoscelides centromaculatus
- Acanthoscelides chesneyae
- Acanthoscelides chiapas
- Acanthoscelides chiricahuae
- Acanthoscelides clandestinus
- Acanthoscelides clitellarius
- Acanthoscelides colombia
- Acanthoscelides colombiano
- Acanthoscelides coluteae
- Acanthoscelides compressicornis
- Acanthoscelides comptus
- Acanthoscelides comstock
- Acanthoscelides cordifer
- Acanthoscelides cornis
- Acanthoscelides coro
- Acanthoscelides corumbanus
- Acanthoscelides crassulus
- Acanthoscelides cruciatus
- Acanthoscelides cuernavaca
- Acanthoscelides daleae
- Acanthoscelides darlingtoni
- Acanthoscelides debilicornis
- Acanthoscelides derifieldi
- Acanthoscelides desmanthi
- Acanthoscelides desmodicola
- Acanthoscelides desmoditus
- Acanthoscelides devriesi
- Acanthoscelides difficilis
- Acanthoscelides diosanus
- Acanthoscelides distinguendus
- Acanthoscelides diversicollis
- Acanthoscelides dominicana
- Acanthoscelides donckieri
- Acanthoscelides donckieriopsis
- Acanthoscelides edmundi
- Acanthoscelides elevatus
- Acanthoscelides elkinsae
- Acanthoscelides elongatus
- Acanthoscelides elvalle
- Acanthoscelides ephippiatus
- Acanthoscelides equivocada
- Acanthoscelides eriosemicola
- Acanthoscelides falcon
- Acanthoscelides fernandezi
- Acanthoscelides ferrugineus
- Acanthoscelides filarius
- Acanthoscelides flavescens
- Acanthoscelides floridae
- Acanthoscelides fraterculus
- Acanthoscelides fryxelli
- Acanthoscelides fumatus
- Acanthoscelides fuscomaculatus
- Acanthoscelides fuscosparsus
- Acanthoscelides glycinae
- Acanthoscelides gregorioi
- Acanthoscelides griseolus
- Acanthoscelides grossoensis
- Acanthoscelides guadeloupensis
- Acanthoscelides guaibacoa
- Acanthoscelides guanare
- Acanthoscelides guarico
- Acanthoscelides guazumae
- Acanthoscelides guerrero
- Acanthoscelides guiana
- Acanthoscelides gussakovskii
- Acanthoscelides hectori
- Acanthoscelides helenae
- Acanthoscelides helianthemum
- Acanthoscelides herissantitus
- Acanthoscelides hespenheidei
- Acanthoscelides hibiscicola
- Acanthoscelides hopkinsi
- Acanthoscelides howdenorum
- Acanthoscelides idoneus
- Acanthoscelides imitator
- Acanthoscelides indigoferae
- Acanthoscelides indigoferestes
- Acanthoscelides ingeborgae
- Acanthoscelides inornatipennis
- Acanthoscelides inquisitus
- Acanthoscelides isla
- Acanthoscelides jardin
- Acanthoscelides johni
- Acanthoscelides johnique
- Acanthoscelides Johnsoni
- Acanthoscelides jolyi
- Acanthoscelides Kingsolveri
- Acanthoscelides klagesi
- Acanthoscelides laicus
- Acanthoscelides lambda
- Acanthoscelides lapsanae
- Acanthoscelides leibfarthi
- Acanthoscelides leisneri
- Acanthoscelides lespedezae
- Acanthoscelides leucaenicola
- Acanthoscelides leucopygius
- Acanthoscelides lichenicola
- Acanthoscelides lineaticeps
- Acanthoscelides lineaticollis
- Acanthoscelides lineatopygus
- Acanthoscelides livens
- Acanthoscelides lobatus
- Acanthoscelides longescutus
- Acanthoscelides longistilus
- Acanthoscelides luteus
- Acanthoscelides machala
- Acanthoscelides machiques
- Acanthoscelides macrophthalmus
- Acanthoscelides maculicollis
- Acanthoscelides malvastrumicis
- Acanthoscelides malvitus
- Acanthoscelides manducus
- Acanthoscelides mankinsi
- Acanthoscelides manleyi
- Acanthoscelides mapiriensis
- Acanthoscelides margaretae
- Acanthoscelides maturin
- Acanthoscelides mazatlan
- Acanthoscelides mediolineatus
- Acanthoscelides megacornis
- Acanthoscelides merida
- Acanthoscelides metallicus
- Acanthoscelides mexicanus
- Acanthoscelides mimosicola
- Acanthoscelides mixtus
- Acanthoscelides modestus
- Acanthoscelides monagas
- Acanthoscelides multialbonotatus
- Acanthoscelides multilineatus
- Acanthoscelides multipunctatus
- Acanthoscelides mundulus
- Acanthoscelides napensis
- Acanthoscelides nesicus
- Acanthoscelides nigriceps
- Acanthoscelides nigronotaticeps
- Acanthoscelides notatopygus
- Acanthoscelides notulatus
- Acanthoscelides oaxaca
- Acanthoscelides oblongoguttatus
- Acanthoscelides obrienorum
- Acanthoscelides obsoletus
- Acanthoscelides obtectus
- Acanthoscelides obtusus
- Acanthoscelides obvelatus
- Acanthoscelides ochreatus
- Acanthoscelides oculatus
- Acanthoscelides ophthalmicus
- Acanthoscelides optatus
- Acanthoscelides oregonensis
- Acanthoscelides orlandi
- Acanthoscelides paleatus
- Acanthoscelides pallidipennis
- Acanthoscelides palmasola
- Acanthoscelides pantherinus
- Acanthoscelides particularicornis
- Acanthoscelides patagonicus
- Acanthoscelides pauperculus
- Acanthoscelides pavoniestes
- Acanthoscelides pectoralis
- Acanthoscelides pedicularius
- Acanthoscelides perforatus
- Acanthoscelides pertinax
- Acanthoscelides peruvianus
- Acanthoscelides petalopygus
- Acanthoscelides phalaropus
- Acanthoscelides piceoapicalis
- Acanthoscelides pigricola
- Acanthoscelides prosopoides
- Acanthoscelides puelliopsis
- Acanthoscelides puellus
- Acanthoscelides pullus
- Acanthoscelides puniceus
- Acanthoscelides pusillimus
- Acanthoscelides pygidiolineatus
- Acanthoscelides pygidionotatus
- Acanthoscelides pyramididos
- Acanthoscelides quadratus
- Acanthoscelides quadridentatus
- Acanthoscelides ramirezi
- Acanthoscelides reductelineatus
- Acanthoscelides reductus
- Acanthoscelides restrictus
- Acanthoscelides rhynchosiestes
- Acanthoscelides rossi
- Acanthoscelides ruficollis
- Acanthoscelides ruficolor
- Acanthoscelides ruficoxis
- Acanthoscelides rufoplagiatus
- Acanthoscelides rufosignatus
- Acanthoscelides rufovittatus
- Acanthoscelides sanblas
- Acanthoscelides sanfordi
- Acanthoscelides santander
- Acanthoscelides santarosa
- Acanthoscelides schaefferi
- Acanthoscelides schaumi
- Acanthoscelides schrankiae
- Acanthoscelides schubertae
- Acanthoscelides scutulatus
- Acanthoscelides semenovi
- Acanthoscelides semiannulatus
- Acanthoscelides semiconjuctus
- Acanthoscelides seminulum
- Acanthoscelides senex
- Acanthoscelides sennicola
- Acanthoscelides serenus
- Acanthoscelides sexnotatus
- Acanthoscelides siemensi
- Acanthoscelides silvestrii
- Acanthoscelides sleeperi
- Acanthoscelides soijae
- Acanthoscelides sousai
- Acanthoscelides speciosus
- Acanthoscelides spinosus
- Acanthoscelides stylifer
- Acanthoscelides suaveolus
- Acanthoscelides subaenescens
- Acanthoscelides subaequalis
- Acanthoscelides sublineatus
- Acanthoscelides submuticus
- Acanthoscelides subroseus
- Acanthoscelides suramerica
- Acanthoscelides surrufus
- Acanthoscelides suturalis
- Acanthoscelides taboga
- Acanthoscelides tantillus
- Acanthoscelides tenuis
- Acanthoscelides tepic
- Acanthoscelides testaceopygus
- Acanthoscelides tinalandia
- Acanthoscelides trabuti
- Acanthoscelides triangularis
- Acanthoscelides tridenticulatus
- Acanthoscelides trinotatus
- Acanthoscelides triumfettae
- Acanthoscelides tucumanus
- Acanthoscelides unguiculatus
- Acanthoscelides univittatus
- Acanthoscelides ventralis
- Acanthoscelides vestitus
- Acanthoscelides vexatus
- Acanthoscelides vianai
- Acanthoscelides villicus
- Acanthoscelides virgiliae
- Acanthoscelides vittatus
- Acanthoscelides wicki
- Acanthoscelides winderi
- Acanthoscelides x-signatus
- Acanthoscelides yecora
- Acanthoscelides yepezi
- Acanthoscelides zebratus
- Acanthoscelides zeteki
- Acanthoscelides zonensis
- Acanthoscelides zulia
- Afroredon africanus
- Afroredon katanganus
- Afroredon martini
- Afroredon ritchiei
- Algarobius atratus
- Algarobius bottimeri
- Algarobius Johnsoni
- Algarobius nicoya
- Algarobius prosopis
- Algarobius riochama
- Althaeus folkertsi
- Althaeus hibisci
- Althaeus steineri
- Amblycerus acapulcensis
- Amblycerus alternatus
- Amblycerus amazonicus
- Amblycerus anosignatus
- Amblycerus atkinsoni
- Amblycerus atripes
- Amblycerus atrogaster
- Amblycerus atypicus
- Amblycerus baeri
- Amblycerus baracoensis
- Amblycerus barcenae
- Amblycerus basipennis
- Amblycerus bicolor
- Amblycerus bidentatus
- Amblycerus biolleyi
- Amblycerus canescens
- Amblycerus caracasensis
- Amblycerus caymanensis
- Amblycerus cerdanicola
- Amblycerus championi
- Amblycerus chapadicola
- Amblycerus chapini
- Amblycerus chiapas
- Amblycerus cistelinus
- Amblycerus crassipunctatus
- Amblycerus cuernavacensis
- Amblycerus curtus
- Amblycerus decoris
- Amblycerus denticulatus
- Amblycerus denunciae
- Amblycerus dispar
- Amblycerus dytiscinus
- Amblycerus epsilon
- Amblycerus eustrophoides
- Amblycerus evangelinae
- Amblycerus flavidus
- Amblycerus galapagoensis
- Amblycerus geminatus
- Amblycerus gounellei
- Amblycerus gravidus
- Amblycerus guazumicola
- Amblycerus guerrerensis
- Amblycerus guyanensis
- Amblycerus hespenheidei
- Amblycerus hoffmanseggi
- Amblycerus immaculatus
- Amblycerus imperfectus
- Amblycerus insuturatus
- Amblycerus ireriae
- Amblycerus isabelae
- Amblycerus ischiodontus
- Amblycerus isocalcarius
- Amblycerus jatayensis
- Amblycerus Kingsolveri
- Amblycerus leporinus
- Amblycerus lineolatus
- Amblycerus longesuturalis
- Amblycerus longissimus
- Amblycerus luciae
- Amblycerus luctuosus
- Amblycerus lupinus
- Amblycerus luteonotatus
- Amblycerus maculicollis
- Amblycerus manauara
- Amblycerus mariae
- Amblycerus marinonii
- Amblycerus marmoratus
- Amblycerus martorelli
- Amblycerus megalobus
- Amblycerus mourei
- Amblycerus multiflocculus
- Amblycerus multimaculatus
- Amblycerus nigromarginatus
- Amblycerus nigronotatus
- Amblycerus obductus
- Amblycerus obscurus
- Amblycerus perfectus
- Amblycerus piceosuturalis
- Amblycerus pictus
- Amblycerus piurae
- Amblycerus planifemur
- Amblycerus pollens
- Amblycerus profaupar
- Amblycerus pterocarpae
- Amblycerus puncticollis
- Amblycerus pusillus
- Amblycerus pygidialis
- Amblycerus reticulatus
- Amblycerus robiniae
- Amblycerus rufiventris
- Amblycerus rufotestaceus
- Amblycerus rufulus
- Amblycerus sallei
- Amblycerus schwarzi
- Amblycerus sclerolobii
- Amblycerus scutellaris
- Amblycerus serieguttatus
- Amblycerus similaris
- Amblycerus similis
- Amblycerus simulator
- Amblycerus sosia
- Amblycerus sparsenotatus
- Amblycerus speciarius
- Amblycerus spiniger
- Amblycerus spondiae
- Amblycerus stridulator
- Amblycerus tachigaliae
- Amblycerus taeniatus
- Amblycerus taeniopygus
- Amblycerus testaceicolor
- Amblycerus testaceus
- Amblycerus teutoniensis
- Amblycerus togatus
- Amblycerus trisignatus
- Amblycerus unimaculatus
- Amblycerus vegai
- Amblycerus veracruz
- Amblycerus virens
- Amblycerus virescens
- Amblycerus viridans
- Amblycerus vitis
- Amblycerus whiteheadi
- Bonaerius inlineatus
- Borowiecius ademptus
- Borowiecius alternans
- Borowiecius fusculus
- Borowiecius siamensis
- Borowiecius varicolor
- Bruchidius abyssinicus
- Bruchidius adouanas
- Bruchidius albizziae
- Bruchidius albolineatus
- Bruchidius albopictus
- Bruchidius albosparsus
- Bruchidius alfierii
- Bruchidius algiricus
- Bruchidius amarae
- Bruchidius anderssoni
- Bruchidius andrewesi
- Bruchidius angolanus
- Bruchidius angustior
- Bruchidius annulicornis
- Bruchidius anobioides
- Bruchidius antennatus
- Bruchidius anusurindrii
- Bruchidius arabicus
- Bruchidius arcuatipes
- Bruchidius armeniacus
- Bruchidius asiricus
- Bruchidius astragali
- Bruchidius atbasaricus
- Bruchidius atriceps
- Bruchidius atrolineatus
- Bruchidius auratopubens
- Bruchidius aureus
- Bruchidius aurivillii
- Bruchidius bagdasarjani
- Bruchidius baharicus
- Bruchidius bangalorensis
- Bruchidius baronii
- Bruchidius basifasciatus
- Bruchidius beauprei
- Bruchidius bernardi
- Bruchidius biguttatus
- Bruchidius bimaculatus
- Bruchidius bituberculatus
- Bruchidius blemeris
- Bruchidius borboniae
- Bruchidius borowieci
- Bruchidius brignolii
- Bruchidius brincki
- Bruchidius brunnetashii
- Bruchidius buettikeri
- Bruchidius bythinocerus
- Bruchidius cadei
- Bruchidius calabrensis
- Bruchidius campylacanthae
- Bruchidius caninus
- Bruchidius canus
- Bruchidius cassiae
- Bruchidius cavicollis
- Bruchidius chinensis
- Bruchidius chloriticus
- Bruchidius cinerascens
- Bruchidius cinereovarius
- Bruchidius cingalicus
- Bruchidius cisti
- Bruchidius clavatus
- Bruchidius clermonti
- Bruchidius commodus
- Bruchidius compositus
- Bruchidius comptus
- Bruchidius convexicollis
- Bruchidius coreanus
- Bruchidius costulatus
- Bruchidius crassicornis
- Bruchidius cribicollis
- Bruchidius dahomeyensis
- Bruchidius danilevskyi
- Bruchidius decellei
- Bruchidius decoratus
- Bruchidius denticornis
- Bruchidius descarpentriesi
- Bruchidius desmodei
- Bruchidius despicatus
- Bruchidius dilataticornis
- Bruchidius dimorphous
- Bruchidius discoidalis
- Bruchidius dispar
- Bruchidius diversepygus
- Bruchidius diversimembris
- Bruchidius divisus
- Bruchidius djemensis
- Bruchidius dorsalis
- Bruchidius dorsivalvia
- Bruchidius elegans
- Bruchidius elongaticornis
- Bruchidius endotubercularis
- Bruchidius eupatoricus
- Bruchidius fallaciosus
- Bruchidius fasciatus
- Bruchidius flapoparamerica
- Bruchidius flavovirens
- Bruchidius formosanus
- Bruchidius foveolatus
- Bruchidius fulvicornis
- Bruchidius fulvipes
- Bruchidius fulvus
- Bruchidius gagliardi
- Bruchidius ganglbaueri
- Bruchidius gardneri
- Bruchidius gilloni
- Bruchidius glycyrrhizae
- Bruchidius gombo
- Bruchidius gracilicollis
- Bruchidius graphicus
- Bruchidius guanchorum
- Bruchidius halodendri
- Bruchidius hargreavesi
- Bruchidius hiekei
- Bruchidius hildebrandti
- Bruchidius hoffmanni
- Bruchidius holosericeus
- Bruchidius horvathi
- Bruchidius imbricornis
- Bruchidius incaeruleus
- Bruchidius incarnatus
- Bruchidius incipiens
- Bruchidius inexpectus
- Bruchidius infectus
- Bruchidius inops
- Bruchidius ishwaensis
- Bruchidius ituriensis
- Bruchidius ivorensisi
- Bruchidius japonicus
- Bruchidius jocosus
- Bruchidius kamtschaticus
- Bruchidius kashmirensis
- Bruchidius kaszabi
- Bruchidius kiliwaensis
- Bruchidius konigi
- Bruchidius krugeri
- Bruchidius kurdicus
- Bruchidius lamtoensis
- Bruchidius lanceolatus
- Bruchidius latior
- Bruchidius lautus
- Bruchidius leprieuri
- Bruchidius letourneuxi
- Bruchidius lichenicola
- Bruchidius lindbergi
- Bruchidius lineatus
- Bruchidius lineolatus
- Bruchidius lividimanus
- Bruchidius loebli
- Bruchidius longulus
- Bruchidius lucifugus
- Bruchidius Lukjanovitschi
- Bruchidius luteopygus
- Bruchidius lutescens
- Bruchidius machadoi
- Bruchidius mackenziei
- Bruchidius maculipygus
- Bruchidius magriensis
- Bruchidius marginalis
- Bruchidius martinezi
- Bruchidius massaicus
- Bruchidius mathaii
- Bruchidius maurus
- Bruchidius meibomica
- Bruchidius melanocerus
- Bruchidius meleagrinus
- Bruchidius mellyi
- Bruchidius mendosus
- Bruchidius microminutus
- Bruchidius mimosae
- Bruchidius minutissimus
- Bruchidius minutus
- Bruchidius modicus
- Bruchidius monstrosicornis
- Bruchidius montisustis
- Bruchidius mordelloides
- Bruchidius mulsanti
- Bruchidius multilineolatus
- Bruchidius multiplicatus
- Bruchidius mulunguenis
- Bruchidius murinus
- Bruchidius mussooriensis
- Bruchidius myobromae
- Bruchidius nalandus
- Bruchidius nangalensis
- Bruchidius nanus
- Bruchidius nigricans
- Bruchidius nigricornis
- Bruchidius nilue
- Bruchidius niokolobaensis
- Bruchidius nodieri
- Bruchidius nongoniermai
- Bruchidius notatus
- Bruchidius nudus
- Bruchidius obscuripes
- Bruchidius obscurus
- Bruchidius ocananus
- Bruchidius ocularis
- Bruchidius olivaceus
- Bruchidius orchesioides
- Bruchidius orientale
- Bruchidius orissiensis
- Bruchidius osellai
- Bruchidius pallidulus
- Bruchidius parumpunctatus
- Bruchidius pauper
- Bruchidius pennatae
- Bruchidius peregii
- Bruchidius petechialis
- Bruchidius picipes
- Bruchidius pilosus
- Bruchidius plagiatus
- Bruchidius poecilus
- Bruchidius popovi
- Bruchidius poupillieri
- Bruchidius prolongatus
- Bruchidius ptilinoides
- Bruchidius pubicornis
- Bruchidius punctopygus
- Bruchidius punctoterminalis
- Bruchidius pusillus
- Bruchidius pygidiopictus
- Bruchidius pygmaeus
- Bruchidius pygomaculatus
- Bruchidius quinqueguttatus
- Bruchidius rabinovitchi
- Bruchidius raddianae
- Bruchidius reichardti
- Bruchidius reitteri
- Bruchidius richteri
- Bruchidius robustus
- Bruchidius rodingeri
- Bruchidius royi
- Bruchidius rufisura
- Bruchidius rufiventris
- Bruchidius sahelicus
- Bruchidius sahlbergi
- Bruchidius sandali
- Bruchidius saudicus
- Bruchidius saundersi
- Bruchidius savitskyi
- Bruchidius schilskyi
- Bruchidius schoutedeni
- Bruchidius scutulatus
- Bruchidius seminarius
- Bruchidius senegalensis
- Bruchidius sericatus
- Bruchidius serraticornis
- Bruchidius sieberianae
- Bruchidius siliquastri
- Bruchidius sivasensis
- Bruchidius siwalikus
- Bruchidius solanensis
- Bruchidius spadiceus
- Bruchidius spathopus
- Bruchidius strictus
- Bruchidius submaculatus
- Bruchidius subnubilus
- Bruchidius sugonjaevi
- Bruchidius summotus
- Bruchidius suratus
- Bruchidius talyshensis
- Bruchidius taorminensis
- Bruchidius tephrosiae
- Bruchidius terrenus
- Bruchidius tibialis
- Bruchidius titschacki
- Bruchidius tragacanthae
- Bruchidius trifasciatus
- Bruchidius trifolii
- Bruchidius tuberculatus
- Bruchidius tuberculicauda
- Bruchidius tuberculiferus
- Bruchidius turkmenicus
- Bruchidius uberatus
- Bruchidius umbellatarum
- Bruchidius unicolor
- Bruchidius urbanus
- Bruchidius variegata
- Bruchidius varipes
- Bruchidius varipictus
- Bruchidius varius
- Bruchidius vestitialis
- Bruchidius villosus
- Bruchidius virescens
- Bruchidius virgatoides
- Bruchidius virgatus
- Bruchidius vulgaris
- Bruchidius wittmeri
- Bruchidius wollastoni
- Bruchidius wuermlii
- Bruchidius zacheri
- Bruchus adeps
- Bruchus adustus
- Bruchus aestuosus
- Bruchus affinis
- Bruchus akaensis
- Bruchus alberti
- Bruchus albofasciatus
- Bruchus albomaculatus
- Bruchus albonotatus
- Bruchus albopunctatus
- Bruchus albosuturalis
- Bruchus altaicus
- Bruchus atomarius
- Bruchus atratus
- Bruchus badeni
- Bruchus basicornis
- Bruchus basilewskyi
- Bruchus bicoloriventris
- Bruchus bilineatopygus
- Bruchus biovalis
- Bruchus bohemani
- Bruchus brachialis
- Bruchus brachypygus
- Bruchus brevelineatus
- Bruchus brevevittatus
- Bruchus brisouti
- Bruchus caeruleus
- Bruchus caffer
- Bruchus calamitosus
- Bruchus calcaratus
- Bruchus campanulatus
- Bruchus canariensis
- Bruchus canescens
- Bruchus carinatipes
- Bruchus celebensis
- Bruchus cherensis
- Bruchus cicatricosus
- Bruchus congoanus
- Bruchus corallipes
- Bruchus crenatus
- Bruchus cretaceus
- Bruchus dauanus
- Bruchus dentipes
- Bruchus devexus
- Bruchus diagosensis
- Bruchus difformis
- Bruchus dilaticornis
- Bruchus diversedenudatus
- Bruchus diversicolor
- Bruchus diversicornis
- Bruchus diversipes
- Bruchus ealensis
- Bruchus ecalcaratus
- Bruchus elnariensis
- Bruchus emarginatus
- Bruchus ervi
- Bruchus fetsaou
- Bruchus flavicornis
- Bruchus flavipes
- Bruchus garambaensis
- Bruchus gibbosus
- Bruchus glaucus
- Bruchus grandemaculatus
- Bruchus griseomaculatus
- Bruchus haddeni
- Bruchus hamatus
- Bruchus hierroensis
- Bruchus hinnulus
- Bruchus impubens
- Bruchus inconditus
- Bruchus incurvatus
- Bruchus ineaci
- Bruchus innocuus
- Bruchus insitivus
- Bruchus kashmiricus
- Bruchus latealbus
- Bruchus laticollis
- Bruchus latiusculus
- Bruchus lentis
- Bruchus leonensis
- Bruchus libanensis
- Bruchus lineolatus
- Bruchus longicornis
- Bruchus loti
- Bruchus lubricus
- Bruchus ludicrus
- Bruchus lugubris
- Bruchus lusingaensis
- Bruchus luteicornis
- Bruchus luteolus
- Bruchus lyndhurstensis
- Bruchus mabwensis
- Bruchus maculaticollis
- Bruchus maculatipes
- Bruchus maculosus
- Bruchus madecassus
- Bruchus maestus
- Bruchus majunganus
- Bruchus mandchuricus
- Bruchus martini
- Bruchus matherani
- Bruchus melanops
- Bruchus metallicus
- Bruchus michaelsoni
- Bruchus millingeni
- Bruchus mirabilicollis
- Bruchus muatus
- Bruchus mulkaki
- Bruchus multinotatus
- Bruchus multiplicatus
- Bruchus multivariegatus
- Bruchus nambiraensis
- Bruchus nelumbii
- Bruchus nesapius
- Bruchus nigritarsis
- Bruchus nigrosinuatus
- Bruchus niveoguttatus
- Bruchus niveus
- Bruchus ocananus
- Bruchus ochraceosignatus
- Bruchus ochraceus
- Bruchus oodnadattae
- Bruchus ovalis
- Bruchus pachycerus
- Bruchus pavlovskii
- Bruchus perezi
- Bruchus petechialis
- Bruchus pinetorum
- Bruchus postremus
- Bruchus probator
- Bruchus punctatus
- Bruchus pyrrhoceras
- Bruchus quadriguttatus
- Bruchus quadrisignatus
- Bruchus quornensis
- Bruchus republicanus
- Bruchus rodingeri
- Bruchus rotroui
- Bruchus rouyeri
- Bruchus ruandaensis
- Bruchus rubens
- Bruchus rubicundus
- Bruchus rubricollis
- Bruchus rubrimanus
- Bruchus rufimanus
- Bruchus rufipes
- Bruchus rufopubens
- Bruchus rufopygialis
- Bruchus rugicollis
- Bruchus rugulosus
- Bruchus ruthenicus
- Bruchus saegeri
- Bruchus sakeensis
- Bruchus schroderi
- Bruchus semicalvus
- Bruchus semigriseus
- Bruchus senensis
- Bruchus septentrionalis
- Bruchus sesbaniae
- Bruchus sibiricus
- Bruchus signaticornis
- Bruchus sparsomaculatus
- Bruchus striatus
- Bruchus subarmatus
- Bruchus subcaeruleus
- Bruchus subcallosus
- Bruchus subconvexus
- Bruchus subdentatus
- Bruchus subsignatus
- Bruchus tanaensis
- Bruchus tardus
- Bruchus tessellatus
- Bruchus testaceimembris
- Bruchus testaceus
- Bruchus tetragonus
- Bruchus tibiellus
- Bruchus titschacki
- Bruchus transeversoguttatus
- Bruchus trimaculatus
- Bruchus tristiculus
- Bruchus tristis
- Bruchus tsinensis
- Bruchus turneri
- Bruchus ulicis
- Bruchus vadoni
- Bruchus venustulus
- Bruchus venustus
- Bruchus versicolor
- Bruchus viciae
- Butiobruchus bridwelli
- Callosobruchus aethiopicus
- Callosobruchus albobasalis
- Callosobruchus analis
- Callosobruchus bhutanicus
- Callosobruchus bicalcaratus
- Callosobruchus cajanus
- Callosobruchus chinensis
- Callosobruchus dolichosi
- Callosobruchus gibbicollis
- Callosobruchus imitator
- Callosobruchus indica
- Callosobruchus latitarsis
- Callosobruchus maculatus
- Callosobruchus madurensis
- Callosobruchus nigripennis
- Callosobruchus omanicus
- Callosobruchus phaseoli
- Callosobruchus pulcher
- Callosobruchus rhodesianus
- Callosobruchus somalicus
- Callosobruchus subinnotatus
- Callosobruchus taiwanensis
- Callosobruchus theobromae
- Callosobruchus utidai
- Caryedes alboscutus
- Caryedes bicoloripes
- Caryedes boops
- Caryedes brasiliensis
- Caryedes canthylogaster
- Caryedes cavatus
- Caryedes clitoriae
- Caryedes cristatus
- Caryedes dimidiaticornis
- Caryedes diversipes
- Caryedes fuscicrus
- Caryedes godmani
- Caryedes gounellei
- Caryedes grammicus
- Caryedes helvinus
- Caryedes icamae
- Caryedes inaequalis
- Caryedes incensus
- Caryedes incrustatus
- Caryedes juno
- Caryedes limonensis
- Caryedes longicollis
- Caryedes longifrons
- Caryedes maricae
- Caryedes melancholicus
- Caryedes minor
- Caryedes moyoensis
- Caryedes multimaculatus
- Caryedes nevermanni
- Caryedes paradisensis
- Caryedes plagicornis
- Caryedes quadridens
- Caryedes spyripygus
- Caryedes steinbachi
- Caryedes stenocephalus
- Caryedes stictocodius
- Caryedes stultus
- Caryedes triquetrus
- Caryedes viridipennis
- Caryedes x-liturus
- Caryedon abdominalis
- Caryedon acaciae
- Caryedon albonotatum
- Caryedon alluaudi
- Caryedon amplipennis
- Caryedon angeri
- Caryedon arenarum
- Caryedon atrohumerale
- Caryedon beniowskii
- Caryedon brevelineatus
- Caryedon calderoni
- Caryedon cassiae
- Caryedon conformis
- Caryedon congensis
- Caryedon crampeli
- Caryedon crineus
- Caryedon cyprus
- Caryedon danielssoni
- Caryedon decellei
- Caryedon denticulatus
- Caryedon dialii
- Caryedon elongatus
- Caryedon fasciatum
- Caryedon fathalae
- Caryedon femoralis
- Caryedon fuliginosum
- Caryedon furcatus
- Caryedon germari
- Caryedon gigas
- Caryedon gonagra
- Caryedon grandis
- Caryedon halperini
- Caryedon immaculatum
- Caryedon indus
- Caryedon interstinctus
- Caryedon johni
- Caryedon kivuensis
- Caryedon languidus
- Caryedon lineaticollis
- Caryedon logonychii
- Caryedon longipennis
- Caryedon longus
- Caryedon lunatum
- Caryedon macropterae
- Caryedon maculatus
- Caryedon maculipes
- Caryedon meinanderi
- Caryedon mesra
- Caryedon montanus
- Caryedon nigrinus
- Caryedon nigrosignatus
- Caryedon nongoniermani
- Caryedon opacus
- Caryedon pallidus
- Caryedon patialensis
- Caryedon prosopidis
- Caryedon proszynskii
- Caryedon serratus
- Caryedon skaifei
- Caryedon sparsus
- Caryedon sudanensis
- Caryedon uganda
- Caryedon vinsoni
- Caryedon yemenensis
- Caryoborus chiriquensis
- Caryoborus gracilis
- Caryoborus serripes
- Caryobruchus curvipes
- Caryobruchus gleditsiae
- Caryobruchus marieae
- Caryobruchus maya
- Caryobruchus rubidus
- Caryobruchus veseyi
- Caryopemon centronotatus
- Caryopemon cruciger
- Caryopemon giganteus
- Caryopemon hieroglyphicus
- Caryopemon humerosus
- Caryopemon lhostei
- Caryopemon luteonotatus
- Caryopemon quadriguttatus
- Caryopemon signaticollis
- Caryopemon transversovittatus
- Caryotypes minor
- Caryotypes pandani
- Conicobruchus albopubens
- Conicobruchus alpina
- Conicobruchus alticola
- Conicobruchus atrosuturalis
- Conicobruchus bedfordi
- Conicobruchus decellei
- Conicobruchus flabellicornis
- Conicobruchus indicus
- Conicobruchus strangulatus
- Conicobruchus veddarum
- Cornutobruchus veddarum
- Cosmobruchus russelli
- Ctenocolum acapulcensis
- Ctenocolum biolleyi
- Ctenocolum colburni
- Ctenocolum janzeni
- Ctenocolum martiale
- Ctenocolum podagricus
- Ctenocolum salvini
- Ctenocolum tuberculatus
- Dahliobruchus conradti
- Dahliobruchus sharpianus
- Decellebruchus walkeri
- Diegobruchus mauritii
- Diegobruchus multinotatus
- Diegobruchus rubroguttatus
- Diegobruchus soarezicus
- Eubaptus palliatus
- Eubaptus planifrons
- Eubaptus scapularis
- Eubaptus semiruber
- Exoctenophorus deflexicollis
- Gibbobruchus cavillator
- Gibbobruchus cristicollis
- Gibbobruchus divaricatae
- Gibbobruchus guanacaste
- Gibbobruchus iturbidensis
- Gibbobruchus mimus
- Gibbobruchus nigronotatus
- Gibbobruchus ornatus
- Gibbobruchus polycoccus
- Gibbobruchus scurra
- Gibbobruchus speculifer
- Gibbobruchus triangularis
- Gibbobruchus wunderlini
- Horridobruchus quadridentatus
- Kingsolverius gibbicollis
- Kingsolverius malaccanus
- Kytorhinus caraganae
- Kytorhinus cassivorus
- Kytorhinus hoyeri
- Kytorhinus immixtus
- Kytorhinus karasini
- Kytorhinus kaszabi
- Kytorhinus lefevrei
- Kytorhinus lygaeus
- Kytorhinus mongolicus
- Kytorhinus nigrorufus
- Kytorhinus obscurus
- Kytorhinus pectinicornis
- Kytorhinus piptanthi
- Kytorhinus prolixus
- Kytorhinus quadriplagiatus
- Kytorhinus reitteri
- Kytorhinus senilis
- Kytorhinus sericeus
- Kytorhinus sharpianus
- Kytorhinus thermopsis
- Kytorhinus tibetanus
- Lithraeus atronotatus
- Lithraeus egenus
- Lithraeus elegans
- Lithraeus ferrugineipennis
- Lithraeus leguminarius
- Lithraeus mutatus
- Lithraeus poverus
- Lithraeus praecanus
- Lithraeus pyrrhomelas
- Lithraeus scutellaris
- Longebruchus clermonti
- Margaritabruchus cherylae
- Megabruchidius dorsalis
- Megabruchidius sophorae
- Megabruchidius tonkineus
- Megacerus acerbus
- Megacerus alabani
- Megacerus albomaculatus
- Megacerus araguato
- Megacerus baeri
- Megacerus bifloccosus
- Megacerus bilineatus
- Megacerus bipustulatus
- Megacerus callirhipis
- Megacerus capreolus
- Megacerus catenulatus
- Megacerus centralis
- Megacerus cephalotes
- Megacerus codonophagus
- Megacerus columbinus
- Megacerus contaminatus
- Megacerus coryphae
- Megacerus cubiciformis
- Megacerus cubiculus
- Megacerus curupaonis
- Megacerus deceptor
- Megacerus discoidus
- Megacerus elongatus
- Megacerus eulophus
- Megacerus euryglossus
- Megacerus exilis
- Megacerus ferrugineosignatus
- Megacerus ferruginosus
- Megacerus flabelliger
- Megacerus gilvovittatus
- Megacerus impiger
- Megacerus incisithorax
- Megacerus insulatus
- Megacerus leucospilus
- Megacerus leucurus
- Megacerus lherminieri
- Megacerus lunulatus
- Megacerus luteolineatus
- Megacerus maculiventris
- Megacerus marginaticollis
- Megacerus melaleucus
- Megacerus minusculus
- Megacerus pescaprae
- Megacerus porosus
- Megacerus pubescens
- Megacerus ramicornis
- Megacerus reticulatus
- Megacerus ricaensis
- Megacerus ripiphorus
- Megacerus schaefferianus
- Megacerus similibus
- Megacerus tapianus
- Megacerus tessarespilus
- Megacerus testaceipennis
- Megacerus tricolor
- Meganeltumius juani
- Megasennius muricatus
- Meibomeus apicicornis
- Meibomeus campbelli
- Meibomeus cordoba
- Meibomeus cyanipennis
- Meibomeus desmoportheus
- Meibomeus dirli
- Meibomeus funebris
- Meibomeus hidalgoi
- Meibomeus howdeni
- Meibomeus jacki
- Meibomeus juarez
- Meibomeus kirki
- Meibomeus matoensis
- Meibomeus minumus
- Meibomeus mitchelli
- Meibomeus musculus
- Meibomeus panamaensis
- Meibomeus petrolinae
- Meibomeus ptinoides
- Meibomeus reticulus
- Meibomeus rodneyi
- Meibomeus rufitarsis
- Meibomeus serraticulus
- Meibomeus spinifer
- Meibomeus sulinus
- Meibomeus surrubresus
- Meibomeus viduus
- Meibomeus vittaticollis
- Meibomeus wenzeli
- Merobruchus bicoloripes
- Merobruchus boucheri
- Merobruchus chetumalae
- Merobruchus columbinus
- Merobruchus cristoensis
- Merobruchus hastatus
- Merobruchus insolitus
- Merobruchus julianus
- Merobruchus knulli
- Merobruchus limpidus
- Merobruchus lineaticollis
- Merobruchus lysilomae
- Merobruchus major
- Merobruchus paquetae
- Merobruchus pickeli
- Merobruchus placidus
- Merobruchus politus
- Merobruchus porphyreus
- Merobruchus santarosae
- Merobruchus santiagoi
- Merobruchus solitarius
- Merobruchus sonorensis
- Merobruchus terani
- Merobruchus triacanthus
- Merobruchus vacillator
- Merobruchus xanthopygus
- Mimocaryedon freyi
- Mimosestes acaciestes
- Mimosestes amicus
- Mimosestes anomalus
- Mimosestes arizonensis
- Mimosestes brevicornis
- Mimosestes chrysocosmus
- Mimosestes cinerifer
- Mimosestes enterolobii
- Mimosestes humeralis
- Mimosestes insularis
- Mimosestes janzeni
- Mimosestes mimosae
- Mimosestes nubigens
- Mimosestes obscuriceps
- Mimosestes playazul
- Mimosestes protractus
- Mimosestes ulkei
- Mimosestes viduatus
- Neltumius arizonensis
- Neltumius dospatrias
- Neltumius gibbithorax
- Neltumius texanus
- Neobruchidius barinas
- Neobruchidius canar
- Neobruchidius curimagua
- Neobruchidius guatemala
- Neobruchidius lituratus
- Neobruchidius lovie
- Neobruchidius macheta
- Neobruchidius tabidus
- Neobruchidius tibiospinalis
- Neobruchidius zacatlan
- Oligobruchus forissantensis
- Pachymerus abruptestriatus
- Pachymerus bactris
- Pachymerus bridwelli
- Pachymerus cardo
- Pachymerus nucleorum
- Pachymerus sveni
- Pachymerus thoracicus
- Paleoacanthoscelides gilvoides
- Paleoacanthoscelides gilvus
- Palpiobruchus longipalpis
- Parasulcobruchus semicalvus
- Pectiniobruchus longiscutus
- Penthobruchus cercidicola
- Penthobruchus germaini
- Pseudopachymerina grata
- Pseudopachymerina spinipes
- Pygiopachymerus lineola
- Pygiopachymerus theresae
- Pygobruchidius latithorax
- Pygospermophagus brevicornis
- Rhaebus fischeri
- Rhaebus gebleri
- Rhaebus komarovi
- Rhaebus lukjanovitschi
- Rhaebus mannerheimi
- Rhaebus solskyi
- Rhipiobruchus atratus
- Rhipiobruchus jujuyensis
- Rhipiobruchus oedipygus
- Rhipiobruchus picturatus
- Rhipiobruchus prosopis
- Rhipiobruchus psephenopygus
- Rhipiobruchus rugicollis
- Salviabruchus retusa
- Scutobruchus ceratioborus
- Scutobruchus curtitropis
- Scutobruchus ferocis
- Scutobruchus gastoi
- Scutobruchus terani
- Scutobruchus vinalicola
- Sennius abbreviatus
- Sennius albosuturalis
- Sennius alticola
- Sennius amazonicus
- Sennius atripectus
- Sennius auricomus
- Sennius bicoloripes
- Sennius biflorae
- Sennius bondari
- Sennius bosqi
- Sennius breveapicalis
- Sennius bruneus
- Sennius carneofasciatus
- Sennius chalcodermus
- Sennius colima
- Sennius crudelis
- Sennius cruentatus
- Sennius cupreatus
- Sennius discolor
- Sennius durangensis
- Sennius ensiculus
- Sennius falcatus
- Sennius fallax
- Sennius guttifer
- Sennius inanis
- Sennius incultellus
- Sennius infractus
- Sennius Kingsolveri
- Sennius laminifer
- Sennius latealbonotatus
- Sennius lateapicalis
- Sennius lawrencei
- Sennius lebasi
- Sennius leptophyllicola
- Sennius leucostauros
- Sennius lojaensis
- Sennius maculatus
- Sennius medialis
- Sennius militaris
- Sennius morosus
- Sennius nappi
- Sennius niger
- Sennius obesulus
- Sennius panama
- Sennius peruanus
- Sennius puncticollis
- Sennius rufomaculatus
- Sennius russeolus
- Sennius simulans
- Sennius spodiogaster
- Sennius subdiversicolor
- Sennius terani
- Sennius transversesignatus
- Sennius trinotaticollis
- Sennius whitei
- Sennius willei
- Sennius yucatan
- Spatulobruchus huggerti
- Speciomerus giganteus
- Speciomerus revoili
- Speciomerus rubrofemoralis
- Speciomerus ruficornis
- Specularius albus
- Specularius boviei
- Specularius bridwelli
- Specularius erythraeus
- Specularius fageli
- Specularius ghesquierei
- Specularius impressithorax
- Specularius maindroni
- Specularius ruber
- Specularius sulcaticollis
- Specularius vanderijsti
- Spermophagus abdominalis
- Spermophagus aeneipennis
- Spermophagus albomaculatus
- Spermophagus albosparsus
- Spermophagus albosuturalis
- Spermophagus algericus
- Spermophagus altaicus
- Spermophagus atriceps
- Spermophagus atrispinus
- Spermophagus babaulti
- Spermophagus bengalicus
- Spermophagus bimaculatus
- Spermophagus braunsi
- Spermophagus brevipes
- Spermophagus brincki
- Spermophagus calystegiae
- Spermophagus canus
- Spermophagus caricus
- Spermophagus caucasicus
- Spermophagus cederholmi
- Spermophagus ceylonicus
- Spermophagus cicatricosus
- Spermophagus ciliatripes
- Spermophagus coimbatorensis
- Spermophagus complectus
- Spermophagus confusus
- Spermophagus coronatus
- Spermophagus decellei
- Spermophagus dilatatus
- Spermophagus divergens
- Spermophagus dongdokiensis
- Spermophagus drak
- Spermophagus eichleri
- Spermophagus elisabethae
- Spermophagus endrodii
- Spermophagus eous
- Spermophagus excavatus
- Spermophagus fochi
- Spermophagus heydeni
- Spermophagus horaki
- Spermophagus hottentotus
- Spermophagus humilis
- Spermophagus incertus
- Spermophagus inlineolatus
- Spermophagus Johnsoni
- Spermophagus kannegieteri
- Spermophagus Kingsolveri
- Spermophagus kiotensis
- Spermophagus klapperichi
- Spermophagus kochi
- Spermophagus kubani
- Spermophagus kuskai
- Spermophagus kusteri
- Spermophagus latithorax
- Spermophagus ligatus
- Spermophagus lindbergorum
- Spermophagus longepygus
- Spermophagus maai
- Spermophagus madecassus
- Spermophagus malvacearum
- Spermophagus mannarensis
- Spermophagus marmoreus
- Spermophagus maurus
- Spermophagus maynei
- Spermophagus minasensis
- Spermophagus minutissimus
- Spermophagus minutus
- Spermophagus moerens
- Spermophagus monardi
- Spermophagus multifloccosus
- Spermophagus multiguttatus
- Spermophagus multilineolatus
- Spermophagus multipunctatus
- Spermophagus multisignatus
- Spermophagus negligens
- Spermophagus newtoni
- Spermophagus niger
- Spermophagus okahandjensis
- Spermophagus palmi
- Spermophagus perpastus
- Spermophagus pilipes
- Spermophagus posticus
- Spermophagus prevetti
- Spermophagus pubiventris
- Spermophagus punjabensis
- Spermophagus pygopubens
- Spermophagus radjasthanicus
- Spermophagus ruandanus
- Spermophagus rufipes
- Spermophagus rufonotatus
- Spermophagus samuelsoni
- Spermophagus schroederi
- Spermophagus scotti
- Spermophagus semiannulatus
- Spermophagus sericeus
- Spermophagus siamensis
- Spermophagus sinensis
- Spermophagus somalicus
- Spermophagus sophorae
- Spermophagus stemmleri
- Spermophagus subaenescens
- Spermophagus subdenudatus
- Spermophagus tandalensis
- Spermophagus termaculatus
- Spermophagus testaceicolor
- Spermophagus tigridis
- Spermophagus titivilitius
- Spermophagus transvaalensis
- Spermophagus tristis
- Spermophagus turanicus
- Spermophagus variolosopunctatus
- Spermophagus vietnamensis
- Spermophagus wittmeri
- Stator aegrotus
- Stator beali
- Stator biplagiatus
- Stator bixae
- Stator bottimeri
- Stator cearanus
- Stator chalcodermus
- Stator championi
- Stator chihuahua
- Stator coconino
- Stator dissimilis
- Stator exturbatus
- Stator furcatus
- Stator generalis
- Stator harmonicus
- Stator huautlae
- Stator limbatus
- Stator maculatopygus
- Stator mexicanus
- Stator monachus
- Stator pacarae
- Stator pruininus
- Stator pygidialis
- Stator rugulosus
- Stator sordidus
- Stator subaeneus
- Stator testudinarius
- Stator trisignatus
- Stator vachelliae
- Stator vittatithorax
- Stylantheus macrocerus
- Sulcobruchus albizziarum
- Sulcobruchus babaulti
- Sulcobruchus biloboscutus
- Sulcobruchus cavithorax
- Sulcobruchus griseosuturalis
- Sulcobruchus latiorithorax
- Sulcobruchus longepygus
- Sulcobruchus longipennis
- Sulcobruchus maculatithorax
- Sulcobruchus natalensis
- Sulcobruchus rubropygialis
- Sulcobruchus rufulus
- Sulcobruchus rugulosus
- Sulcobruchus sauteri
- Sulcobruchus siamensis
- Sulcobruchus signatopygus
- Sulcobruchus silaceus
- Sulcobruchus sinaitus
- Sulcobruchus subsuturalis
- Sulcobruchus subuniformis
- Sulcobruchus violaceus
- Tuberculobruchus natalensis
- Zabrotes achiote
- Zabrotes amplissimus
- Zabrotes arenarius
- Zabrotes bexarensis
- Zabrotes californiensis
- Zabrotes chandleri
- Zabrotes chavesi
- Zabrotes cruciger
- Zabrotes cynthiae
- Zabrotes densus
- Zabrotes eldensis
- Zabrotes flemingia
- Zabrotes guerrerensis
- Zabrotes humboldtae
- Zabrotes interstitialis
- Zabrotes ixtapan
- Zabrotes maesi
- Zabrotes moctezuma
- Zabrotes obliteratus
- Zabrotes planifrons
- Zabrotes propinquus
- Zabrotes sinaloensis
- Zabrotes spectabilis
- Zabrotes stephani
- Zabrotes subfasciatus
- Zabrotes subnitens
- Zabrotes sylvestris
- Zabrotes victoriensis